# Andreas Norlén

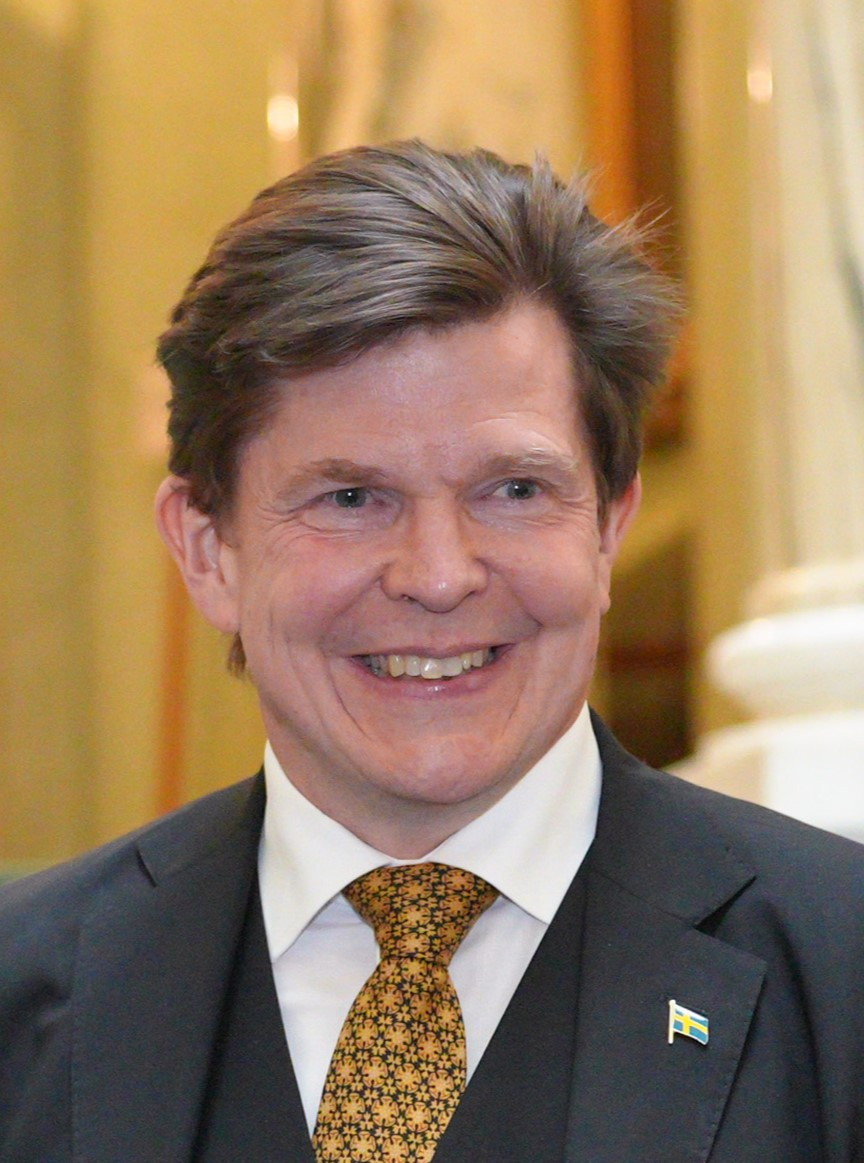
Andreas Norlén (2024)

Per Olof Andreas Norlén (* 6. Mai 1973 in Bromma, Stockholm) ist ein schwedischer Jurist und Politiker der bürgerlich-konservativen Moderata Samlingspartiet. Er ist seit 24. September 2018 Präsident des Schwedischen Reichstages. Seit 2006 ist er Reichstagsabgeordneter der Moderata Samlingspartiet von Östergötlands län und war von 2010 bis 2018 Mitglied des parlamentarischen Konstitutionsausschusses, von 2014 an als Ausschusspräsident.

## Leben
Norlén ist in Motala in Östergötland aufgewachsen und wurde 1988 Mitglied der Jungmoderaten (MUF). Er schloss in 2000 sein Jurastudium mit einem Jur. kand von der Universität Stockholm ab und promovierte 2004 als Dr. jur. an der Universität Linköping. Er hat danach an der Universität Linköping und im Zeitungsverlag der Eltern gearbeitet bis zum Einzug in den Reichstag 2006.

## Reichstagspräsident seit 2018
Norlén wurde nach der Wahl zum Schwedischen Reichstag 2018 von der Mitte-rechts-Koalition Alliansen für das Amt des Reichstagspräsident nominiert. Er wurde am 24. September von Alliansen und den nationalkonservativen Schwedendemokraten im Reichstag gewählt. Am 25. September erhielt ein Misstrauensvotum gegen den sozialdemokratischen Ministerpräsidenten Stefan Löfven im Reichstag eine Mehrheit. Gemäß der Regeringsformen, dem politisch-organisatorische Grundgesetz von Schweden, führte Norlén danach eine Gesprächsrunde mit den Parteivorsitzenden. Anschließend beauftragte er Ulf Kristersson (Moderata Samlingspartiet) am 2. Oktober mit der Bildung einer Regierungskoalition. Am 14. Oktober gab Kristersson bekannt, dass ihm dies nicht gelungen war. Der amtierende Ministerpräsident Löfven wurde danach von Norlén mit der Sondierung für eine mögliche zweite Regierung Löfven beauftragt.